# ای وال
ای وال (به انگلیسی: A Whale) یک کشتی است که طول آن ۳۴۰ متر (۱٬۱۲۰ فوت) می‌باشد.